# Nemapalpus
Nemapalpus é um género de dípteros da família Psychodidae.
Este género contém a seguinte espécie:
- Nemapalpus nearcticus